# عمرو الصفتی
عمرو الصفتی (انگلیسی: Amr El-Safty؛ زادهٔ ۱۷ فوریهٔ ۱۹۸۲) یک ورزشکار اهل مصر است.
از باشگاه‌هایی که در آن بازی کرده‌است می‌توان به باشگاه ورزشی زمالک و باشگاه فوتبال المصری اشاره کرد.